# Niños rana
Los niños rana (en coreano: 개구리소년Gaegurisonyeon, en inglés: Frog Boys) fue un grupo de cinco niños surcoreanos asesinados que desaparecieron el 26 de marzo de 1991, al oeste de Daegu, Corea del Sur, mientras cazaban ranas. Sus restos aparecieron once años después.
El caso inspiró dos películas: Come Back, Frog Boys (1992) y Children (2011). También hay varias canciones que se refieren al sonado caso.

## Víctimas
Los cinco niños tenían entre 9 y 13 años de edad, eran del distrito Dalseo-gu de Daegu y asistían a la misma escuela de primaria:
- Woo Cheol-won (13)
- Jo Ho-yeon (12)
- Kim Young-gyu (11)
- Park Chan-in (10)
- Kim Jong-sik (9)

Un sexto niño, Kim Tae-ryong, de 10 años, dejó el grupo para regresar a casa a comer porque se había olvidado el almuerzo.

## Circunstancias y desaparición
El 26 de marzo de 1991 fue un día festivo en Corea del Sur debido a las elecciones municipales llevadas a cabo en esa fecha. Los chicos decidieron que pasarían el día cazando ranas en los arroyos del monte Waryong. (35°52′01″N 128°30′47″E / 35.867, 128.513). Nunca regresaron a sus casas.
Después que se reportó su desaparición el caso llamó la atención del país, pues nunca antes había ocurrido un caso similar. El presidente Roh Tae-woo envió hasta 300.000 policías y soldados para buscar a los niños desaparecidos, y la búsqueda fue transmitida en directo por televisión. Varios de los padres de los niños dejaron sus empleos para viajar a través del país buscando a sus hijos. El monte Waryong fue rastreado 500 veces.

## Descubrimiento de los restos
El 26 de septiembre de 2002, un hombre que buscaba bellotas descubrió los restos de los niños en el monte Waryong, en un área en la que previamente se había realizado la búsqueda. Informó de dónde serían hallados los restos mediante una llamada telefónica anónima que había hecho el día anterior a un periódico. Inicialmente la policía dijo que los niños murieron de hipotermia, debido al frío que hacía el día de su desaparición, aunque los padres no aceptaron esa conclusión y demandaron una investigación exhaustiva. Las familias cuestionaron la conclusión de que sus hijos murieron después de haberse perdido, extrañados de que sus ropas estuvieran atadas en fardos y sus restos a corta distancia de la ciudad, en un área que los niños conocían muy bien. Los expertos forenses informaron que los cráneos de tres de ellos tenían contusiones, posiblemente causadas por una herramienta metálica punzante, como un destornillador. La policía dijo que posiblemente los niños fueron asesinados por alguien "que se había enfurecido".

## Consecuencias
En 2006 el caso expiró debido a la prescripción, pero la policía informó que continuaría con la investigación.